# Вина (филм)
Вина је индијски филм из 1986. године, снимљен у режији Шибу Митра у којој главне улоге тумаче Говинда и Нилам Котари, која прави филмски деби.

## Улоге
| Глумац        | Улога        |
| ------------- | ------------ |
| Говинда       | Аџај / Виџај |
| Нилам Котари  | Арти         |
| Шатруган Сина | Сураџпрасад  |
| Прем Чопра    | Данраџ       |
| Шаши Капур    | Ранџит Синг  |
| Анита Раџ     | Камал        |